# Neoheterospilus canberraensis
Neoheterospilus canberraensis är en stekelart som beskrevs av Sergey A. Belokobylskij 2006. Neoheterospilus canberraensis ingår i släktet Neoheterospilus och familjen bracksteklar. Inga underarter finns listade i Catalogue of Life.